# Moses Hogan
Moses George Hogan (* 13. März 1957 in New Orleans; † 11. Februar 2003 ebd.) war ein US-amerikanischer Komponist und Arrangeur von Chormusik. Bekannt ist er vor allem für seine Arrangements von afroamerikanischen Negro Spirituals. Daneben war Hogan auch ein renommierter Pianist und Dirigent. Sein bekanntestes Werk dürfte The Oxford Book of Spirituals sein, eine Sammlung von Spirituals, die 2002 bei Oxford University Press erschien.

## Biografie
In New Orleans wuchs Hogan mit fünf Geschwistern auf. Die Eltern vermittelten den Kindern ihre Leidenschaft für Musik. Hogan besuchte die New Orleans Center for Creative Arts (NOCCA) High School, die er 1975 abschloss.
Hogan studierte Klavier am Oberlin Conservatory of Music, wo er 1979 einen Bachelor of Music erwarb. Er führte sein Studium an der Juilliard School fort.
Als Pianist gewann Hogan mehrere Wettbewerbe, darunter die 28. Annual Kosciuszko Foundation Chopin Competition in New York. Er kehrte an die Louisiana State University zurück, wo ihm ein Doktorat angeboten wurde, das er jedoch nicht annahm.
Moses Hogan starb mit 45 Jahren an einem Hirntumor.